# Melanagromyza koreatica
Melanagromyza koreatica är en tvåvingeart som beskrevs av Cerny 2007. Melanagromyza koreatica ingår i släktet Melanagromyza och familjen minerarflugor. Inga underarter finns listade i Catalogue of Life.